# Dżyrarrat
Dżyrarrat – wieś w Armenii, w prowincji Kotajk. W 2011 roku liczyła 521 mieszkańców.